# LAME
LAME은 오픈 소스 MP3 인코더이다. LAME이라는 이름은 “LAME Ain't an MP3 Encoder”의 재귀 약자이다. 이름은 이렇게 지었지만, 실제로는 오늘날 가장 널리 쓰이는 MP3 인코더 중의 하나이다.
2004년 기준으로 LAME은 128 kbit/s 이상의 비트레이트에서 가장 품질이 좋은 MP3 파일을 만든다고 알려져 있다. 2004년 초 공개 청취 테스트에서 LAME으로 인코딩한 파일이 원본 오디오와 비교했을 때 음질 열화가 가장 적었다고 한다.

## 역사와 개발
한때는 LAME은 ISO 표준 코드의 패치 집합이었던 적이 있었으므로 인코더라고 할 수 없었다. ISO 코드는 무료로 사용할 수 있었지만 제한된 라이선스를 적용받았다. 2000년 5월 LAME 프로젝트에서 ISO 소스 코드를 새로 작성한 이후 LAME은 새로운 인코더가 되었다. 최근의 LAME은 ISO 인코더 소스를 필요로 하지 않는다.
LAME이 ISO 인코더의 패치를 내놓지 않게 되면서 LAME은 MP3 인코더가 되었다.

## 법적 문제
LAME은 다른 MP3 인코더처럼 프라운호퍼 연구소의 특허 일부를 사용하는 것으로 알려져 있다. LAME 개발자들은 소스 코드 형태만 릴리즈한다고 했기 때문에 완벽한 MP3 인코더가 아니므로 올바른 인코더가 아니라고 주장하였다. 또한 컴파일된 인코더를 사용하기 위해서는 특허 사용권을 취득하라고 하였다.
LAME 소프트웨어는 LGPL로 릴리즈된다. 2005년 11월에는 몇몇 소니 오디오 CD의 복사 방지 기술에서 LGPL 조항을 지키지 않은 채로 LAME 라이브러리 일부가 사용되었다는 보고가 있었다.

## 같이 보기
- 손실 압축